# Packky Sakonnaree
Packky Sakonnaree, en thai: แพ็กกี้ สกลนรี (Sakon Nakhon, 7 de gener de 1999 -), és una cantant de Luk thung i actriu tailandesa.

## Biografia
Packky nasqué en la Província de Sakon Nakhon. Es va graduar a la Universitat Sakon Nakhon Rajabhat.

## Trajectòria
Va començar la seva carrera musical en una banda de l'escola i es va promocionar al canal de YouTube "Teub Nueng Studio". Va gravar la cançó "Phoo Bao Rod Hae Yae Look Sao Chao Phap", en col·laboració amb Monkaen Kaenkoon l'abril de 2021. El seu primer senzill va ser "The Brothers" ( Tailandès : Yae Yae) el setembre de 2021. Entre les seves cançons més destacades hi ha "Job Huk Chabab Kway Kway" i "Sao Sawang Yang Love".

## Discografia
| Curs | Títol                                        | Referències       |
| ---- | -------------------------------------------- | ----------------- |
| 2021 | "Rong Hai Klai Nong Harn" (ร้องไห้ใกล้หนองหาน)  | [ 2 ]             |
| 2021 | "Yar Ai" (ญาอ้าย)                             | [ 3 ] [ 4 ] [ 5 ] |
| 2021 | "Job Huk Chabab Kway Kway" (จบฮัก (ฉบับควายๆ)) | [ 6 ]             |
| 2021 | "Sao Sawang Young Love" (Neck Naruphon)      | [ 7 ]             |